# Brilsmurf
Brilsmurf, ook wel Brillie, Zaniksmurf, Preeksmurf of Brillensmurf (origineel, Frans: Schtroumpf à lunettes) genoemd, is een van de vaste personages uit het universum van de Smurfen, bedacht door de Belgische striptekenaar Peyo. Hij komt zowel voor in de oorspronkelijke stripserie van Peyo als in de hierop gebaseerde tekenfilms. 

## Kenmerken en verhaallijnen
Brilsmurf kan eenvoudig van de andere Smurfen onderscheiden worden omdat hij bijna altijd een bril draagt, en een erg slecht zicht heeft wanneer dit niet het geval is.
Brilsmurf is een overtuigd lezer en heeft veel boeken in zijn woning (voornamelijk eigen citaten). Hij ziet zichzelf als plaatsvervanger en uiteindelijke opvolger van Grote Smurf. Een duidelijk voorbeeld daarvan is de tekenfilmversie van De Smurführer (Koning Smurf), waarin hij de titelrol vervulde (in het oorspronkelijke stripverhaal had hij slechts een bijrol). Brilsmurf denkt het altijd beter te weten, maar heeft het toch vaak bij het verkeerde eind. 
Zijn meest gebruikte zinsnede is "Want Grote Smurf zegt altijd...", waarmee hij de andere Smurfen snel op de zenuwen en dan vaak hardhandig door hen tot zwijgen wordt gebracht. In de strips krijgt hij vaak een klap met een grote houten hamer, in de tekenfilmserie uit de jaren 80 wordt hij het dorp uitgegooid (meestal door Potige Smurf).
In de films van Sony Pictures Animation wordt hij door meerdere Smurfen hard geschopt, waarna hij soms tegen een groep andere Smurfen botst.

## Stem
- In de Nederlandse tekenfilmversie De Smurfen werd zijn stem aanvankelijk ingesproken door Frans van Dusschoten en later door Fred Butter. De Engelse stem werd ingesproken door Danny Goldman.
- In De Smurfen uit 2011, The Smurfs: A Christmas Carol, de vervolgfilm De Smurfen 2 uit 2013 en The Smurfs: The Legend of Smurfy Hollow werd zijn stem ingesproken door Fred Armisen. Voor de Nederlandse versie sprak Florus van Rooijen de stem in. Stijn Meuris sprak de Vlaamse versie in.
- In de film De Smurfen en het Verloren Dorp uit 2017 spraken Danny Pudi, Diederik Jekel en James Cooke respectievelijk de Engelse, Nederlandse en Vlaamse versie in.
- Voor de 3D-animatieserie van de Smurfen werd de Nederlandse stem van Brilsmurf ingesproken door Niels van der Laan. De Engelse stem hiervoor is ingesproken door Youssef El Kaoukibi.
- In Smurfs uit 2025 werd zijn stem ingesproken door Xolo Maridueña.

## Trivia
- Brilsmurf heeft soms ook (als pop) Vader Abraham terzijde gestaan in diverse live-optredens voor de televisie met 't Smurfenlied.
- De benaming "brilsmurf" heeft zich in het dagelijks spraakgebruik ontwikkeld tot een scheldnaam voor brildragers, vooral onder kinderen en jongeren. Deze betekenis is in 1984 voor het eerst vastgelegd door Kristiaan Laps.[1]